# El Aguaje, Santiago Tuxtla
El Aguaje är en ort i Mexiko.   Den ligger i kommunen Santiago Tuxtla och delstaten Veracruz, i den sydöstra delen av landet, 400 km öster om huvudstaden Mexico City. El Aguaje ligger 66 meter över havet och antalet invånare är 184.
Terrängen runt El Aguaje är platt åt sydväst, men åt nordost är den kuperad. Runt El Aguaje är det ganska tätbefolkat, med 80 invånare per kvadratkilometer. Närmaste större samhälle är San Andres Tuxtla, 19,1 km öster om El Aguaje. Omgivningarna runt El Aguaje är en mosaik av jordbruksmark och naturlig växtlighet.